# Parnassia submysorensis
Parnassia submysorensis là một loài thực vật có hoa trong họ Dây gối. Loài này được J.T. Pan mô tả khoa học đầu tiên năm 1985.